# Gerof Point
Der Gerof Point ist eine Landspitze an der Westküste der antarktischen Ross-Insel. Sie liegt am südlichen Ende der Backdoor Bay und etwa 1 km südöstlich des Kap Royds.
Das New Zealand Geographic Board benannte sie 2012 nach dem Russen Dmitri Girew (1889–1932, alternative Schreibweise Gerof), Hundeschlittenführer bei der Terra-Nova-Expedition (1910–1913) des britischen Polarforschers Robert Falcon Scott.